# Dominik Utzinger
Dominik Guido Utzinger (Basilea, 12 aprile 1963) è un ex tennista svizzero.

## Carriera
In carriera ha raggiunto nel doppio la 155ª posizione della classifica ATP, mentre nel singolare ha raggiunto il 288º posto. Nei tornei del Grande Slam ha ottenuto il suo miglior risultato raggiungendo le semifinali di doppio misto agli Australian Open nel 1987, in coppia con la connazionale Christiane Jolissaint.
In Coppa Davis ha disputato un totale di 3 partite, ottenendo 3 vittorie.